# 玛丽·菲利普
玛丽·菲利普（英語：Mary Phillip，1977年3月14日—），英国前女子足球运动员，场上位置是后卫。她曾代表英格兰参加1995年和2007年国际足联女子世界杯，均获得第七名。